# NMK
株式会社NMK（エヌエムケイ）はかつて東京都千代田区に所在していた、ビデオゲームの開発および、エレメカの開発・販売、ゲームセンター運営を行っていた企業である。
本稿では（株）エヌエムケイの前身にあたる（株）日本マイコン開発についても記載し、区別の必要のない限りはどちらも「NMK」として表記する。

## 略歴
元ユニバーサルで、テーカンの開発部長を務めていた琴寄幸雄（1948年、栃木県栃木市出身）がテーカン退社後、中里民雄（元ユニバーサル、元カプコン）、牧洋資（元セガ、元カプコン）と共に1985年5月、株式会社日本マイコン開発を創業した。創業当初はゲームメーカーのジャレコからの出資を受け、同社名義のビデオゲームの開発を主に行っていた。
事業の成長・拡大に伴い、琴寄が1989年5月に株式会社エヌエムケイを設立し、その後、株式会社日本マイコン開発を吸収合併した。
1991年発売の『サンダードラゴン』が約5,000枚のヒットを飛ばすなど、設立当初はシューティングゲームを中心にビデオゲーム開発事業は琴寄曰く順調な推移を見せていたが、家庭用ゲーム機の高性能化に伴うAM業界の変化が影響し、次第に業績が低迷。1995年にビデオゲーム開発事業から撤退し、それ以降はゲームセンターの運営事業（1992年 - ）とプライズ機の開発事業を展開していた。
1997年3月期には年間売上約13億2千円を計上していたが、景気低迷による売上高の減少と1998年4月のフェイス倒産の影響により資金繰りが悪化、1999年8月6日の臨時株主総会で会社解散を決定した。琴寄自身が清算人となって私的整理が進められていたが、清算中の資金不足により1999年9月16日に2回目不渡りを出し倒産した。
NMKが所有していたゲームなどの権利は、2017年6月29日にゲーム会社のハムスターが継承したことを発表した。

## 会社概要
主な作品は『サンダードラゴン』。シューティングゲームの開発に定評のあるゲームメーカーで、「硬派」と評される作風が特徴であった。
NMKはビデオゲームのソフトウェア開発だけではなく、基板設計やゲートアレイの基本設計を含むハードウェアの開発に関しても自社で手掛けていた。ジャレコのシステム基板「メガシステム1」の開発をジャレコと共同で手掛けたほか、UPLにNMKが開発した基板を供給していた。
社名のNMKは創業メンバー（中里、牧、琴寄）の頭文字をとったもので、また日本マイコン開発の略称にもなっている。

## ビデオゲーム

### 凡例
- NMK名義で発売されたものおよび、NMKがソフトウェアの開発に関与したものを表に記載している。
- 名義は特記のない限り、タイトル画面のコピーライト表記を参考に記載している。
- 発売時期および名義、販売は特記のない限り、日本国内におけるものを記載している。
- 出典欄には、他社名義の作品がNMK開発であることを示す参考文献を記載している。

### 備考
- 書籍『ザ・ベストゲーム2』『アーケードTVゲームリスト』には、他社名義のタイトルを含めたNMK開発の業務用ビデオゲームのリストが掲載されているが、その中にはNMK開発ではないことが判明しているタイトル[注 4]もいくつか含まれている[21][22]。

### タイトルリスト
| 発売時期   | タイトル名                    | 機種 | ジャンル | 名義             | 販売           | 備考 | 出典                        |
| ---------- | ----------------------------- | ---- | -------- | ---------------- | -------------- | --- | --------------------------- |
| 1986年1月  | アーガス                      | AC   | STG      | ジャレコ         | ジャレコ       | | [ 4 ] [ 7 ] [ 24 ]          |
| 1986年11月 | バルトリック                  | AC   | STG      | ジャレコ         | ジャレコ       | | [ 24 ] [ 26 ] [ 27 ]        |
| 1987年1月  | サイキック5                   | AC   | ACT      | ジャレコ         | ジャレコ       | | [ 24 ] [ 26 ]               |
| 1987年10月 | エスパ冒険隊 魔王の砦         | FC   | ARPG     | ジャレコ         | ジャレコ       | - 業務用『サイキック5』のアレンジ移植。                                                                                              | [ 32 ] [ 33 ]               |
| 1987年12月 | ぶたさん                      | AC   | ACT      | ジャレコ         | ジャレコ       | | [ 7 ] [ 24 ] [ 33 ]         |
| 1988年5月  | P-47                          | AC   | STG      | ジャレコ         | ジャレコ       | - ジャレコのシステム基板「メガシステム1」を使用。                                                                                    | [ 24 ] [ 33 ] [ 37 ]        |
| 1988年7月  | 伝説の騎士エルロンド          | FC   | ARPG     | 日本マイコン開発 | ジャレコ       | - 原作はレア社の作品。 |                             |
| 1988年7月  | 魔魁伝説                      | AC   | ARPG     | ジャレコ         | ジャレコ       | | [ 33 ]                      |
| 1988年11月 | 西遊記ワールド                | FC   | ARPG     | 日本マイコン開発 | ジャレコ       | - NMKは開発に関わっていない。 |                             |
| 1989年3月  | 天聖龍                        | AC   | STG      | ジャレコ         | ジャレコ       | - ジャレコのシステム基板「メガシステム1」を使用。                                                                                    | [ 24 ] [ 33 ] [ 44 ]        |
| 1989年3月  | じゃじゃ丸忍法帳              | FC   | RPG      | ジャレコ         | ジャレコ       | | [ 32 ] [ 33 ]               |
| 1989年3月  | P-47                          | PCE  | STG      | エイコム         | エイコム       | - 業務用『P-47』の移植版。 | [ 45 ]                      |
| 1989年9月  | 落っことしパズル とんじゃん!? | FC   | PZL      | 日本マイコン開発 | ジャレコ       | | [ 32 ]                      |
| 1989年10月 | タスクフォースハリアー        | AC   | STG      | UPL              | UPL            | | [ 1 ] [ 33 ] [ 48 ]         |
| 1989年     | 麻雀大霊界                    | AC   | 麻雀     | ジャレコ/NMK     | ジャレコ       | | [ 50 ] [ 51 ] [ 52 ] [ 53 ] |
| 1989年     | 浦島まあじゃん                | AC   | 麻雀     | UPL              | 不明           | | [ 51 ] [ 52 ] [ 53 ]        |
| 1990年6月  | USAAF ムスタング              | AC   | STG      | UPL              | タイトー       | | [ 33 ]                      |
| 1990年6月  | Arkista's Ring                | NES  | ARPG     | American Sammy   | American Sammy | | [ 57 ]                      |
| 1990年10月 | ベリウス ローランの魔獣       | GB   | ARPG     | サミー工業       | サミー工業     | | [ 32 ]                      |
| 1990年12月 | 忍者クルセイダーズ 龍牙       | FC   | ACT      | サミー工業       | サミー工業     | | [ 32 ] [ 33 ]               |
| 1990年     | YAM!YAM!?                     | AC   | PZL      | Dooyong          | 不明           | - 元々は『落っことしパズル とんじゃん!?』の業務用版として開発されていた。                                                            | [ 61 ] [ 62 ]               |
| 1991年3月  | 戦国忍者くん                  | GB   | ARPG     | UPL              | UPL            | | [ 32 ]                      |
| 1991年5月  | ブラックハート                | AC   | STG      | UPL              | UPL            | | [ 33 ]                      |
| 1991年5月  | ファイアームスタング          | MD   | STG      | タイトー/NMK     | タイトー       | - 業務用『USAAF ムスタング』の移植版。                                                                                               |                             |
| 1991年7月  | クイズがくえんパラダイス      | AC   | QUIZ     | NMK              | テクモ         | - 本作の権利はフェイスが持っており、フェイス倒産後は（株）エクセルが所有している。                                                   |                             |
| 1991年8月  | SD刑事ブレイダー              | FC   | RPG      | タイトー/NMK     | タイトー       | | [ 32 ] [ 33 ]               |
| 1991年9月  | サンダードラゴン              | AC   | STG      | NMK              | テクモ         | |                             |
| 1991年11月 | ハチャメチャファイター        | AC   | STG      | NMK              | テクモ         | - 1991年10月開催の「第29回AMショー」ではUPLから出展されていた。                                                                      |                             |
| 1991年     | ダブルディーラー              | AC   | PZL      | NMK              | 不明           | |                             |
| 1992年2月  | ベリウス2 復讐の邪神          | GB   | ARPG     | サミー工業       | サミー工業     | | [ 32 ]                      |
| 1992年2月  | 麻雀覇王伝カイザーズクエスト  | PCE  | 麻雀     | UPL              | UPL            | | [ 79 ]                      |
| 1992年4月  | サボテンボンバーズ            | AC   | ACT      | NMK              | テクモ         | |                             |
| 1992年9月  | 超時空要塞マクロス            | AC   | STG      | バンプレスト     | バンプレスト   | - 音楽制作はミューズに委託。 | [ 33 ] [ 83 ]               |
| 1992年     | 雷軋斗                        | AC   | ACT      | NMK              | NMK            | - 日本国外のみの発売で、NMKはその販売に関与している。 - 開発はテクモによるもので、本作の権利はコーエーテクモゲームスが所有している。 |                             |
| 1993年1月  | ガンネイル                    | AC   | STG      | NMK              | テクモ         | |                             |
| 1993年6月  | 超時空要塞マクロスII          | AC   | STG      | バンプレスト     | バンプレスト   | | [ 33 ] [ 89 ]               |
| 1993年10月 | サンダードラゴン2             | AC   | STG      | NMK              | サミー工業     | |                             |
| 1993年12月 | ボンジャックツイン            | AC   | ACT      | NMK              | テクモ         | - 1993年2月開催の「AOU93アミューズメントエクスポ」ではテクモから参考出展されていた。                                                 | [ 33 ] [ 95 ]               |
| 1993年     | クイズぱにくるふぁんたじ〜？  | AC   | QUIZ     | NMK              | トーワジャパン | - 同ゲームの世界観を利用したクイズ形式のメダルゲーム『ぱにくるルーレット』が1994年10月にトーワジャパンから発売。                     |                             |
| 1994年7月  | ラピッドヒーロー              | AC   | STG      | メディア商事     | メディア商事   | | [ 101 ]                     |
| 1994年9月  | 作戦名ラグナロク              | MVS  | STG      | NMK              | ユウビス       | - 1994年9月開催の「第32回AMショー」ではユウビスから出展されていた。                                                                  |                             |
| 1995年3月  | P-47 ACES                     | AC   | STG      | ジャレコ         | ジャレコ       | - ジャレコのシステム基板「メガシステム32」を使用。                                                                                   | [ 24 ] [ 33 ] [ 109 ]       |
| 1995年9月  | 湾岸戦争                      | AC   | STG      | ジャレコ         | ジャレコ       | - ジャレコのシステム基板「メガシステム32」を使用。                                                                                   | [ 24 ] [ 33 ]               |

## エレメカ
| 発売時期   | タイトル名                        | 概要 |
| ---------- | --------------------------------- | --- |
| 1992年7月  | ジャンケンクレーンTAKO3           | - クレーンゲームとジャンケンゲームを合わせたゲーム。 - 子ども向けにクレーンゲームの難易度を下げる代わりに、景品獲得の可否はジャンケンによって決定される。 - NTC製、テクモ販売。 |
| 1994年7月  | エイリアンクラッシュ              | - NMK初のプライズ機。 - 筐体上部から左右に落ちてくる玉をレバー操作でUFOを操って受け止めるプライズ機。 - 制限時間内にノルマを達成すると景品が獲得できる。 - タイトー販売。 |
| 1995年1月  | スゴ！ROCK！                      | - ボタンでダイズルーレットを止めてすごろくを進めるプライズ機。 - 大当たりに止まると景品が獲得できる。 - ジール販売。 |
| 1995年6月  | ドリームレール                    | - レールを転がってくるボールを高い数字の場所にタイミングよく落として高得点を得るプライズ機。 - 数字は4箇所に表示されており目まぐるしく変化する。 - 制限時間内に一定の得点を得ると景品が獲得できる。 - トーワジャパン販売。                                                                            |
| 1996年7月  | 世界一周の旅                      | - 1から6までの数字の書かれたルーレットを止めて、大当たりに止まると景品が獲得できるプライズ機。 - NMKとタカラアミューズメントの共同開発、タカラアミューズメント販売。 |
| 1996年8月  | スウィートハート                  | - 景品をシャベルですくう、ドーム型のプライズ機。 - タカラアミューズメント販売。 - 1996年9月開催の「第34回AMショー」ではNMKから出展されていた。 |
| 1996年10月 | はっぴーぴえろ Dream rail2        | - 『ドリームレール』の新バージョン。 - レールを転がってくるボールをタイミング良くボタンを押して数字の表示された4つの穴に落とすプライズ機。 - 制限時間内に一定の得点を得ると景品が獲得できる。 - NMKとフェイスの共同開発、フェイス販売。                                                               |
| 1997年3月  | 電撃イライラ棒チャンス            | - テレビ朝日の番組『ウッチャンナンチャンの炎のチャレンジャー』のアトラクションを題材にしたプライズ機。 - 一定速度で上昇していくスティックをハンドルで操作し、金属棒に触れないようにコース突破を目指すゲーム。 - コースを踏破できると景品が払い出される。 - 企画はタカラ、タカラアミューズメント販売。 |
| 1997年4月  | マジカルキューブ                  | - 1人用のクレーンゲーム機。 - 景品を獲得すると位置に応じたビンゴランプが点灯し、ビンゴが完成すると更に専用の景品を獲得できる。 - タカラアミューズメント販売。 |
| 1997年7月  | ロケットキャッチャー              | - ロケットを打ち上げて、ターンテーブル上の景品を落とすプライズ機。 - 企画はプレコット、ユウビス販売。 |
| 1997年7月  | ファンキーサーカス                | - 「はっぴーぴえろ」のバージョンアップ版。 - 景品選択機能が搭載されている。 - フェイス製、タカラアミューズメント販売。 - 1997年9月開催の「第35回AMショー」ではNMKから出展されていた。 |
| 1997年9月  | 電撃イライラ棒ジャンクション      | - テレビ朝日の番組『ウッチャンナンチャンの炎のチャレンジャー』のアトラクションを題材にしたプライズ機。 - 『電撃イライラ棒チャンス』の続編で、コースに分岐が追加されている。 - 企画はタカラ、タカラアミューズメント販売。                                                                              |
| 1997年9月  | マジカルキューブ グレイバージョン | - 「マジカルキューブ」にグレイのキャラクターをあしらったもの。 - タカラアミューズメント販売。 |
| 1997年11月 | プルプルりきみ缶                  | - テレビ朝日の番組『ウッチャンナンチャンの炎のチャレンジャー』のアトラクションを題材にしたプライズ機。 - 自動的に上下動する3個のつながった缶の左側をレバーで操作して、一定時間平衡を保ち続けられると景品が獲得できる。 - 企画はタカラ、タカラアミューズメント販売。                                   |
| 1998年2月  | スゴROCK SPIRIT                   | |
| 1998年5月  | ジャラ                            | - タカラの同名玩具を題材にしたプライズ機。 - 穴の開いた4枚のプレートの傾き具合をレバーで調整しながら、ボールを下のプレートに落としていく内容。 - 穴をボールが通過すると得点となり、制限時間内に一定の得点を得ると景品が獲得できる。 - 企画はタカラ、タカラアミューズメント販売。                      |
| 1998年10月 | 湾岸パトロール                    | - 崖から落下する岩を湾岸を巡回中のパトカーがキャッチするという設定のプライズ機。 - ハンドルを回してショベルを動かし、落下するピンボン玉をキャッチする内容。 - 制限時間内に一定数ピンポン玉をキャッチすると景品が獲得できる。                                                                          |
| 1998年12月 | ドリームシティー ドラゴン         | - セガ社の「アストロシティ」「エアロシティ」筐体をプライズ機に改造するキット。 - ゲーム内容は『ドリームレールラブリー』と同一内容。 - エスジーエス販売。 |
| 1999年3月  | ドラえもん ウォーターパニック     | - 藤子・F・不二雄原作のテレビ朝日のアニメ『ドラえもん』を題材にしたプライズ機。 - 2種の景品から好きなものを選択し、スロットを止めてすごろくを進める内容。 - 規定回数内にすごろくをゴールすると景品が獲得できる。 - エポック社販売。                                                                   |
| 1999年4月  | 志村けんのバカ殿様 大江戸まつり   | - フジテレビの番組『志村けんのバカ殿様』を題材にしたプライズ機。 - 落ちてくる桜の花びらをキャッチする設定。 - 3種の景品から好きなものを選択し、ボタンを押してキャッチ板を開閉させて上から転がってくる球をキャッチする内容。 - 制限時間内にノルマを達成すると景品が獲得できる。                        |

### 企業
- ジャレコ - NMK開発作品が同社名義で販売されていた。
- シティコネクション - NMK開発作品を含む、ジャレコの権利を継承。
- UPL - NMK開発作品が同社名義で販売されていた[17]。
- ハムスター - NMK開発作品を含むUPLおよびNMKの権利を継承。
  - アーケードアーカイブス - ハムスターの展開する業務用ビデオゲームの復刻シリーズで、NMKが開発したタイトルがラインナップに含まれている（ジャレコ名義、UPL名義の作品を含む）。

### 人物
- 綾部和 - NMKに所属していたゲームクリエイター。
- HIDE-KAZ - NMKに所属していたゲーム音楽家。
- 並木學 - NMKに所属していたゲーム音楽家[注 19]。